# Tiller
Der Tiller ist der durch die verschieden starken Wurfarme eines Sportbogens erkennbare Unterschied des Normalabstands der Bogensehne zum oberen bzw. unteren Wurfarm, an der Stelle gemessen, an der der Wurfarm in die Wurfarmaufnehmer (Wurfarmtaschen) des Mittelstücks eines Sportbogens eintritt. Der Tiller ist eine Größe, die ein Verhältnis der Zugspannung von unterem zu oberem Wurfarm angibt. Der Herstellungs- bzw. Einstellprozess wird Tillern genannt.

## Kraftverteilung
Dadurch, dass der Recurvebogen üblicherweise in der Griffschale und seiner geometrischen Mitte gestützt (gegriffen) wird, ist es nicht möglich, die Energie-/Kraftmitte der Wurfarme und Drehpunkt bzw. Krafteinleitung der Bogenhand auf einen Punkt zu bringen. Die Kraftmitte des Bogens, der Center, liegt je nach Bauform des Bogensystems bzw. des Mittelstücks (Mittelteils) ca. 35 mm bis 45 mm oberhalb des Drehpunkts bzw. der symmetrischen Mittelachse. Die schützenspezifische Druckpunktlage verlagert den theoretischen Drehpunkt je nach Handhaltung oder gewählter Griffgeometrie, entsprechend nach oben oder unten, was auf die Abstimmung der Wurfarmsynchronisation Einfluss nimmt. Weiters bedingt die Griffposition der Bogenhand, dass der Pfeil oberhalb der Symmetrieachse zu liegen kommt. Damit aber die Wurfarme einen kraftsynchronen Auswurf des Pfeils ermöglichen, d. h. eine gleichmäßige Krafteinwirkung und ein optimales Beschleunigungsverhalten auf den Pfeil zu übertragen, ist es nötig die Kraftgeometrie der Wurfarme diesem Umstand anzupassen. Eine Möglichkeit besteht, die Wurfarme dementsprechend unterschiedlich stark auszuwählen, oder dessen Anstellwinkel in der Wurfarmtasche des Mittelstücks anzupassen, welches mit der Veränderung des oberen Tillers erreicht wird. Die schützenbedingten Kraftveränderungen, die das Gesamtsystem beeinflussen, und somit den Kraftverlauf individuell fixieren, müssen dabei als personenbezogen berücksichtigt werden. Oft gleichen die Bogenhersteller dies auch schon vorab durch Wurfarmstärke und/oder durch verschiedene Anstellwinkel der Wurfarme auf vorgewählte Werte aus. Es tragen die Justierungsmöglichkeiten der heutigen Geräte diesen individuellen Optimierungsansprüchen Rechnung. So gehören Tillerverstellmöglichkeiten, verstellbare Pfeilauflagen und dergleichen standardmäßig zu einer modernen, leicht optimierbaren Konstruktion, worauf bei der Auswahl auch zu achten wäre.
Bei einer Armbrust wird der Bogen genau in der Mitte durch den gewehrähnlichen Bau gehalten und die Sehne genau in der Mitte durch eine Haltevorrichtung gespannt. Beim Auslösen können sich also die beiden Wurfarme (rechts und links) mit der gleichen Kraft nach vorne bewegen und den Pfeil/Bolzen beschleunigen.

## Langbogen

Verschiedene Zugstile

Beim üblichen Langbogen (englischer Langbogen), der mit der Bogenhand genau in der geometrischen Mitte gegriffen wird, ergibt sich auch das zuvor beschriebene Problem: Die Bogenhand drückt/hält den Bogen in der Mitte, der Pfeil aber liegt leicht oberhalb des Bogenarmes auf dem Zeigefinger, genau genommen auf dem Zeigefingergrundgelenk, der Bogenhand. Von der Seite gesehen ist also der Pfeil leicht oberhalb der Bogenmittenachse. Befindet sich der Pfeil nicht nur zwischen Zeige- und Mittelfinger der Zughand, sondern wird auch mit dem Ringfinger die Bogensehne gespannt (mediterraner Griff), verschiebt sich auch hier die Kraftübertragungsachse der Wurfarme entsprechend nach oben. Der Schütze gleicht dies dadurch aus, dass er den Pfeil mit seinem Ende (Nock) etwa einen Pfeildurchmesser (Faustregel sind ca. 8 mm) über der Normalen von Pfeilauflagepunkt am Bogen bzw. der Bogenhand und der Sehne einnockt. Dadurch gleicht er zunächst die asymmetrische Pfeilauflage aus. Erfahrungen und physikalische Versuche zeigen jedoch, dass es für einen modernen Bogenschützen nicht ausreicht, lediglich die Stelle des Nockpunktes auf der Sehne zu verändern.
Die im Wettbewerb verlangte hohe Treffgenauigkeit erfordert eine Reaktion auch darauf, dass die beiden Wurfarme durch die Verlagerung des Griffes und der Pfeilauflage nicht mehr gleich lang sind. Denn das hat zur Folge, dass sich die beiden Wurfarme bei gleicher Stärke nicht so bewegen würden, dass sie absolut gleichzeitig die gleiche Kraft über den gleichen Zeitraum auf den Pfeil ausüben. Der kürzere untere Wurfarm muss also leicht stärker sein, damit die Wurfarmarbeit = Zugkraft x Auszugsweg auf beiden Seiten der Pfeilachse am ausgezogenen Bogen gleich ausfällt.
Bei der Herstellung eines Langbogens wird die unterschiedliche Wurfstärke des oberen und unteren Wurfarmes dadurch erreicht, dass man den Bogen waagrecht auf dem Griffstück an einer Spannvorrichtung (Tillerbrett) aufhängt und mit Gewichten oder einer Zugvorrichtung jeweils in bestimmten Schritten die Sehne nach unten belastet. Dabei zeigt sich in der seitlichen Ansicht, ob sich der am Pfeilauswurf beteiligte Teil des Bogens erstens gleichmäßig biegt und zweitens ob die Tillergeometrie zum gewünschten Ergebnis führt. Wenn dies nicht der Fall ist, wird der zu starke Wurfarm entsprechend durch geeigneten Materialabtrag an der Wurfarmbauchseite (= dem Schützen zugewandte druckbelastete Wurfarmseite) geschwächt. Dies bezeichnet man als tillern.

## Yumi
Eine Besonderheit ist der japanische Langbogen Yumi, der in seinem unteren Drittel gegriffen wird. Eine praxisorientierte Theorie besagt, dass der Yumi auch üblicherweise vom Pferd aus oder aus einer Kniestellung schießbar sein muss, vor allem in Schlachten. Da die Überlänge von ca. 2,2 m einen Mittengriff in diesen Situationen aber nicht erlaubt, ist man dazu übergegangen, die Bogengeometrie diesem Umstand anzupassen ohne schusstechnische Einbußen zu haben.
Eine andere Theorie besagt, dass die Technik vermutlich darauf zurückzuführen ist, dass vor mehreren tausend Jahren zur Herstellung eines Kyūdō-Bogens nicht so viel Aufwand betrieben worden ist. Man nahm einen etwa passenden kleinen Baumast, entrindete ihn und befestigte eine Sehne daran. Um ihn jetzt im Gleichgewicht zu halten und zu spannen, musste man etwas tiefer greifen, damit der obere, längere und dünnere Teil des Bogens etwa im Krafteinklang mit dem unteren, kürzeren und dickeren Teil blieb.
Nach Einführung der Composite-Bauweise jedoch waren die Bögen oben und unten etwa gleich dick. Diese Ungleichheit wird durch eine Bewegung der Bogenhand ausgeglichen, die im Abschuss den Bogen mit der oberen Spitze nach vorne drückt. Dadurch wird die lange Seite des Bogens – langer Weg – leicht beschleunigt, die untere Seite des Bogens – kurzer Weg – leicht abgebremst. Erst damit gelingt es, die unterschiedliche Kraft der beiden Wurfarme so zu koordinieren, dass ein sauberer, waagrechter Schuss möglich ist.
Ein auf der rechten Seite erkennbares Schussfenster des japanischen Langbogens, das sich durch die Bogengeometrie ergibt, ermöglicht es, den Pfeil kurz nach dem Lösen der Sehne ohne weiteren Bogenkontakt – vergleichbar dem Abschuss mit einer Klapp-Pfeilauflage beim Compoundbogen – auf die Scheibe zu schießen. Die Länge der Pfeile, etwa 100 cm  beim japanischen Bogen, gewährleistet eine gute Richtungsstabilität auf die übliche Schussentfernung von 28 Metern.